# مصطفى الرابع

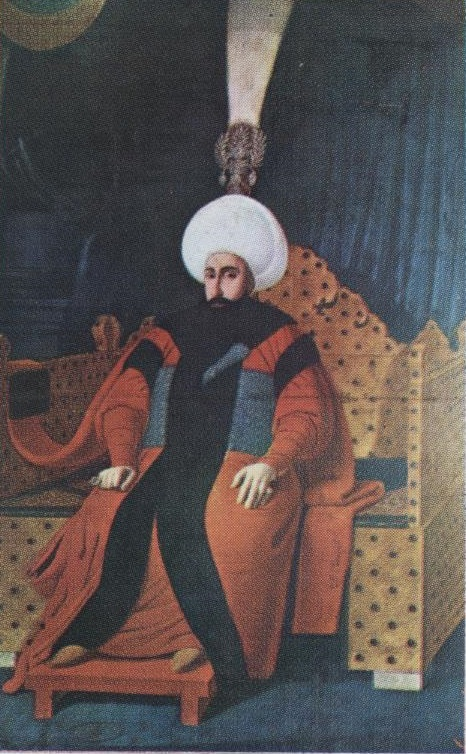
السلطان مصطفى الرابع

السلطان مصطفى الرابع (بالانجليزية : Mustafa IV)  (8 سبتمبر 1779 - 15 نوفمبر 1808) كان سلطان الدولة العثمانية بين عامي 1222هـ/1807 و1223هـ/1808. والده عبد الحميد الأول. وخلال فترة حكم الإصلاحي سليم الثالث، كان مصطفى مفضلاً لدى السلطان. وتولى الخلافة عام (1222هـ) بعد عزل ابن عمه سليم الثالث.
عندما قامت ثورة الانكشارية على سليم الثالث، خدع مصطفى السلطان ودعم الانكشارية الذين خلعوا السلطان القديم، وجعلوا من مصطفى الحاكم الجديد، وكان من نتيجة ذلك أن تفرق عسكر النظام الجديد، ولكن ظل هناك تعاطف مع سليم الثالث. قام الخليفة الجديد بتثبيت من بقي حيا من الوزراء من بعد الأحداث الأخيرة في مواقعهم، كما افتتح مدرسة لتخريج مترجمين أكفاء. 

## نسبه
السلطان مصطفى الرابع بن عبد الحميد الأول بن أحمد الثالث بن محمد الرابع بن إبراهيم الأول بن أحمد الأول بن محمد الثالث بن مراد الثالث بن سليم الثاني بن سليمان القانوني بن سليم الأول بن بايزيد الثاني بن محمد الفاتح بن مراد الثاني بن محمد الأول جلبي بن بايزيد الأول بن مراد الأول بن أورخان غازي بن عثمان بن أرطغرل.

## أسرته

### زوجاته
- شوقي نور سلطان - Şevkinur Sultan -الزوجة الرئيسية- توفيت في 1812 و دفنت في ضريح عبد الحميد الأول
- سيار قادين سلطان Seyyare Kadın توفيت في 1817 و دفنت في ضريح عبد الحميد الأول
- ديلبيزير سلطان - Dilpezir Sultan
- بيكيديل سلطان - Peykidil Sultan

### بناته
- أمينة سلطان - Emine Sultan ( مواليد 6 ماي 1808 – 9 نونبر 1808)
- أسماء سلطان - Esma Sultan
- الأمير أحمد - Şehzade Ahmed

## الحرب مع روسيا
عندما وصل خبر عزل السلطان سليم إلى الجبهة عم السرور في صفوف الانكشارية لتخلصهم من مشروع العساكر النظامية الجديدة، لكن الصدر الأعظم حلمي إبراهيم باشا لم يشاركهم سرورهم، ولم تبدو عليه بوادر الاستحسان، فقتلته عساكر الانكشارية، وعينوا غيره من من ترتضيه أهواؤهم، وكانت العاقبة وخيمة جدا، ولولا انشغال الروس بمحاربة نابليون في الغرب، وهزيمتهم القاسية بمعركة فريدلند، لمني الجيش العثماني بأكبر هزيمة في تاريخه.
اجتمع القيصر الروسي ألكسندر الأول مع نابليون الأول بعد المعركة، واتفقا على الصلح، وأن على روسيا التوقف عن محاربة العثمانيين، وقبول الفرنسيين كوسيط بين الطرفين، مع إخلاء ولايتي الأفلاق والبغدان من قبل الروس. يذكر المؤرخ الفرنسي لافاليه أن الروس والفرنسيين اتفقوا سرا على تقسيم الولايات العثمانية الأوروبية بينهما في حال عدم قبول العثمانيين بالوساطة الفرنسية بحيث تحصل فرنسا على اليونان وألبانيا والبوسنة ومقدونيا، وروسيا على بلغاريا والأفلاق والبغدان، بينما يتم ترضية النمسا بإقليم صربيا. ويظهر جليا غدر نابليون بالعثمانيين، بعد أن كانت وعوده لسليم الثالث بالدعم بكافة أشكاله السبب الرئيس لدخول الدولة حربا برية مع روسيا وبحرية مع إنكلترا. قبل العثمانيون بالتوسط الفرنسي، وحصلت هدنة مؤقتة بين الطرفين.

## محاسبة الثائرين
اختلف الثائرون الذين كانوا قد أطاحوا بحكومة السلطان سليم في الأستانة. وفي عام 1808 انطلق جيش بقيادة مصطفى باشا البيرقدار إلى إسطنبول لإعادة سليم الثالث للحكم، وإعدام الثائرين، مؤيدا من قبل الصدر الأعظم الجديد وغالبية الوزراء، وبالفعل نجح باختراق الأستانة، ومعاقبة رؤوس الثورة، ولم يكاشف البيرقدار أحدا برغبته في إعادة السلطان سليم للحكم، وتظاهر باستعداده للرحيل إلى بلاده روستجق في بلغاريا بعدما تم له ما كان قد أعلنه.
عندما استمر جند البيرقدار بالتقدم، أمر مصطفى إعدام سليم الثالث وأخ آخر له هو محمود. الأمر الذي سيجعل من مصطفى الذكر الوحيد المتبقي من السلالة الحاكمة، ومنحيا بذلك أي منافس قانوني على العرش كما اعتقد. وقتل سليم وألقيت جثته أمام المنشقين، ولكن تم الإطاحة بمصطفى واستبداله بمحمود الذي نجا من الإعدام بالاختباء. وتم إعدام مصطفى في ذات العام بعد أن حكم ثلاثة عشر شهرا.